# Salvador do Sul
Salvador do Sul là một đô thị thuộc bang Rio Grande do Sul, Brasil. Đô thị này có diện tích 99,158 km², dân số năm 2007 là 6644 người, mật độ 67 người/km².